# Saweli Illarionowitsch Kapustin
Saweli Illarionowitsch Kapustin (russisch Савелий Илларионович Капустин; * 1743 im Gouvernement Tambow; † 1820) war ein russischer Duchoborzen-Führer.

## Leben
Kapustin kam 1763 in den Militärdienst und wurde schließlich Unteroffizier. Im Kontakt mit geweihten Adligen begann er an der Religion zu zweifeln.
Kapustin wurde der (geistige) Sohn Illarion Pobirochins, der als reicher Kaufmann das Duchoborzentum vereinte und verbreitete. Kapustin war eine stattliche Erscheinung, belesen und beredsam, kannte die ganze Bibel auswendig und trat überzeugend auf. Ab 1770 war er in der Duchoborzen-Bewegung tätig. Er kam regelmäßig in die Dörfer der Gouvernements Kaluga und Tambow. Nach dem Tod Pobirochins wurde er der Führer der Duchoborzen. Im selben Jahr heiratete er die Tochter des bekannten Duchoborzen Nikifor Kalmykow.
Nach einigen  Jahren kam Kapustin ins Gefängnis und wurde dann nach Kysyl-Jar verbannt. 1805 ging er an die Molotschnaja, wo es bereits Duchoborzen-Siedlungen gab, und gründete das separate Dorf Terpenje. Bereits nach einem Jahr waren zu den zwei Duchoborzen-Dörfern sieben an der Molotschnaja hinzugekommen. Terpenje blieb das Zentrum des Duchoborzen-Lebens mit einem Waisenhaus, Gebäuden für religiöse und schulische Zwecke und einem Gericht, was die Duchoborzen ihren Zion nannten.
Zur Stärkung und Ordnung des Glaubens verfasste Kapustin die Schrift Fragen und Antworten, in der er sich auf Lehren der Quäker  und Texte John Bunyans bezog. Das Privateigentum war abgeschafft, und alles gehörte der Gemeinschaft unter der Verwaltung Kapustins. Ackerbau, Viehzucht und Handwerk wurden gemeinsam betrieben, und die Erträge wurden zu gleichen Teilen verteilt. Für eine künftige Hungersnot wurden Vorräte angelegt. Nach einigen Forschern nutzte Kapustin seine Machtstellung für seine eigenen Interessen aus.
Kapustin wurde 1816 wegen Duchoborzen-Propaganda verhaftet. Er schrieb einen Brief  an Kaiser Alexander I. mit der Bitte um Freilassung. 1818 besuchte der Kaiser Terpenje und stellte dann in einem Ukas fest, dass nicht eine Neuansiedlung dieser Menschen zu bedenken ist, sondern sie vor ihren eigenen zu weit gehenden Gewissensansprüchen zu schützen sind. Nach Kapustins Tod 1820 wurde Wassili Kalmykow sein Nachfolger.  Die Duchoborzen hatten bereits im November 1817 den Behörden den Tod Kapustins gemeldet, um ihn wohl vor neuer Verhaftung zu schützen.